# Неаполь (метрополитенский город)
Метрополитенский город Неаполь (итал. Città metropolitana di Napoli) — территориальная единица в области Кампания в Италии. 
Возник 1 января 2015 года на месте одноимённой провинции. 
С населением более 3 миллионов человек занимает третье место по населению и первое место по плотности среди метрополитенских городов Италии. Занимая более 8% территории области Кампания, город сконцентрировал более половины всего населения региона.
Центр территориальной единицы находится в собственно городе Неаполь. 

## География
Территория метрополитенского города (метрополии города) ограничена Тирренским морем с запада и граничит на суше с провинциями Казерта, Авеллино и Салерно.
Среди знаменитых географических мест — Везувий и острова Искья, Капри и Прочида.

## Коммуны
В метрополитенский город входят 92 коммуны:
- Ачерра
- Афрагола
- Аджерола
- Анакапри
- Арцано
- Баколи
- Барано-д’Искья
- Боскореале
- Боскотреказе
- Брушано
- Кайвано
- Кальвиццано
- Кампосано
- Капри
- Карбонара-ди-Нола
- Кардито
- Казальнуово-ди-Наполи
- Казамарчано
- Касамиччола-Терме
- Казандрино
- Казаваторе
- Казола-ди-Наполи
- Казория
- Кастелламмаре-ди-Стабия
- Кастелло-ди-Чистерна
- Черкола
- Чиччано
- Чимитиле
- Комициано
- Криспано
- Эрколано
- Форио
- Фраттамаджоре
- Фраттаминоре
- Джульяно-ин-Кампанья
- Граньяно
- Грумо-Невано
- Искья
- Лакко-Амено
- Леттере
- Ливери
- Марано-ди-Наполи
- Марильянелла
- Марильяно
- Масса-Лубренсе
- Масса-ди-Сомма
- Мелито-ди-Наполи
- Мета
- Монте-ди-Прочида
- Муньяно-ди-Наполи
- Неаполь
- Нола
- Оттавьяно
- Пальма-Кампания
- Пьяно-ди-Сорренто
- Пимонте
- Поджомарино
- Поллена-Троккья
- Помильяно-д’Арко
- Помпеи (город)
- Портичи
- Поццуоли
- Прочида
- Квалиано
- Кварто
- Роккараинола
- Сан-Дженнаро-Везувиано
- Сан-Джорджо-а-Кремано
- Сан-Джузеппе-Везувиано
- Сан-Паоло-Бель-Сито
- Сан-Себастьяно-аль-Везувио
- Сан-Виталиано
- Сант-Аньелло
- Сант-Анастазия
- Сант-Антимо
- Сант-Антонио-Абате
- Санта-Мария-ла-Карита
- Савьяно
- Шишано
- Серрара-Фонтана
- Сомма-Везувиана
- Сорренто
- Стриано
- Терциньо
- Торре-Аннунциата
- Торре-дель-Греко
- Треказе
- Туфино
- Вико-Экуэнсе
- Вилларикка
- Вишано
- Волла